# Isorella
Isorella est une commune italienne de la province de Brescia dans la région Lombardie en Italie.

## Fêtes, foires
- Fête du Patron Saint Roch le 16 août

## Administration
| Période | Période  | Identité             | Étiquette                                     | Qualité                       |
| ------- | -------- | -------------------- | --------------------------------------------- | ----------------------------- |
| 1985    | 1990     | Corrado Manelli      | DC                                            | Maire                         |
| 1990    | 1993     | Vittorio Buccella    | DC                                            | Maire                         |
| 1993    | 1994     | Fabrizia Triolo      | -                                             | Commissaire préfectorale (it) |
| 1994    | 2002     | Emilio Comencini     | Liste civique Onestà-Democrazia-Chiarezza     | Maire                         |
| 2002    | 2005     | Angelo Iannone       | CdL                                           | Maire                         |
| 2005    | 2006     | Carmelo Bellissima   | -                                             | Commissaire préfectoral (it)  |
| 2006    | 2011     | Francesco Piccinelli | Liste civique Onestà-Democrazia-Chiarezza     | Maire                         |
| 2011    | En cours | Chiara Pavesi        | PdL-LN (Ier Mandat) FdI-AN-FI-LN (IIe Mandat) | Maire                         |

### Communes limitrophes
Calvisano, Gambara, Ghedi, Gottolengo, Remedello, Visano

## Galerie de photos

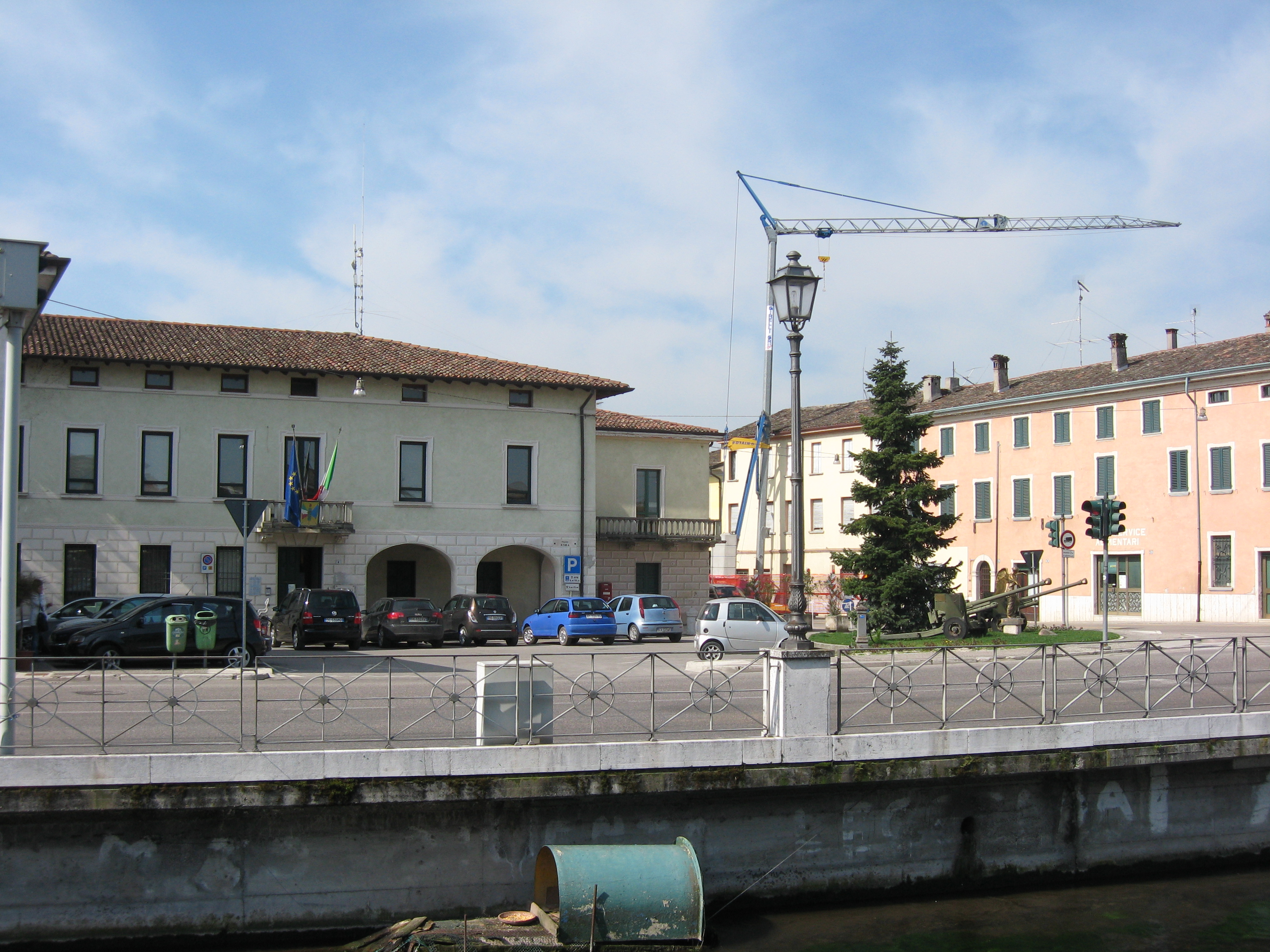
Place Rome et la mairie de Isorella.
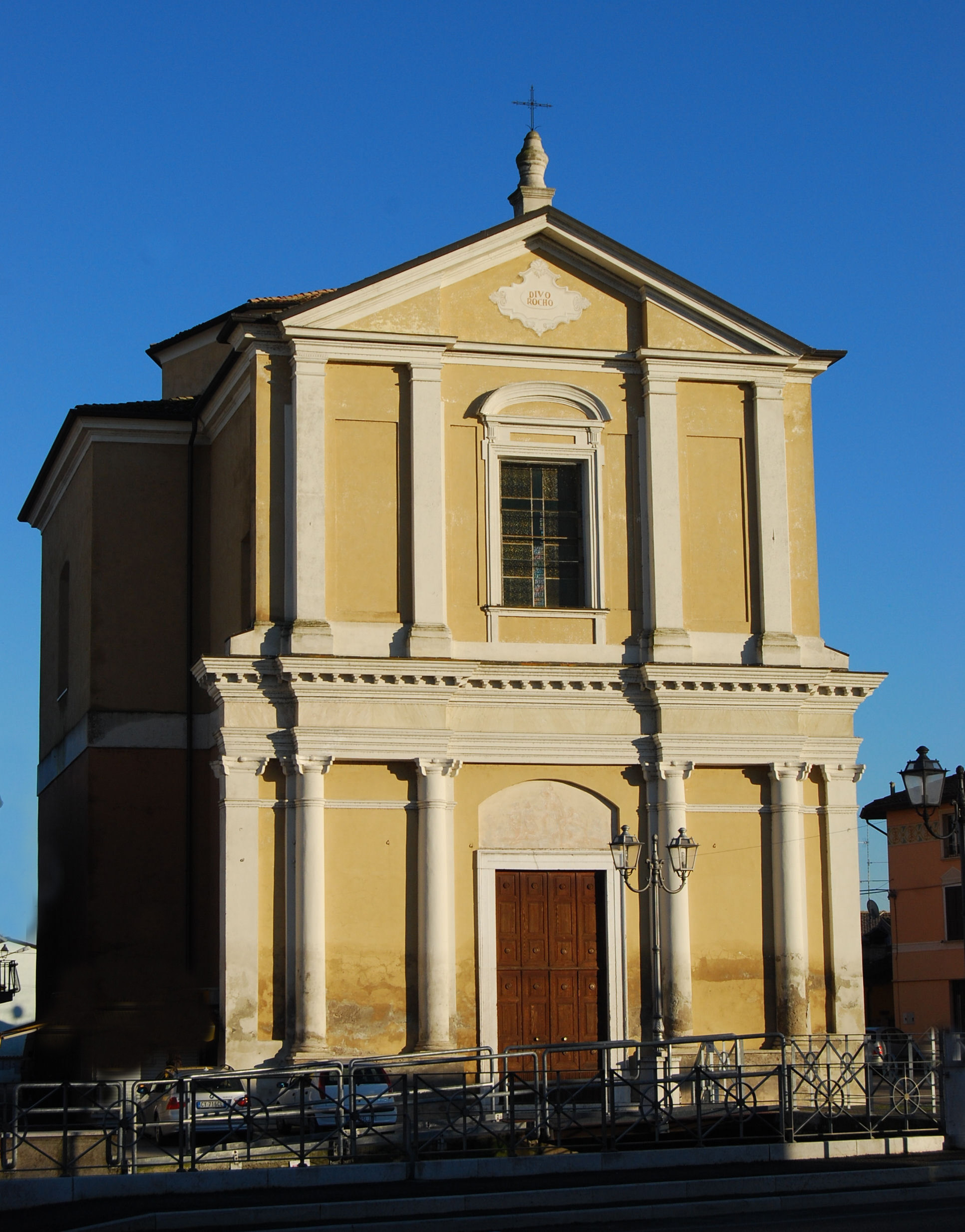
L'église Saint-Roch d'Isorella.
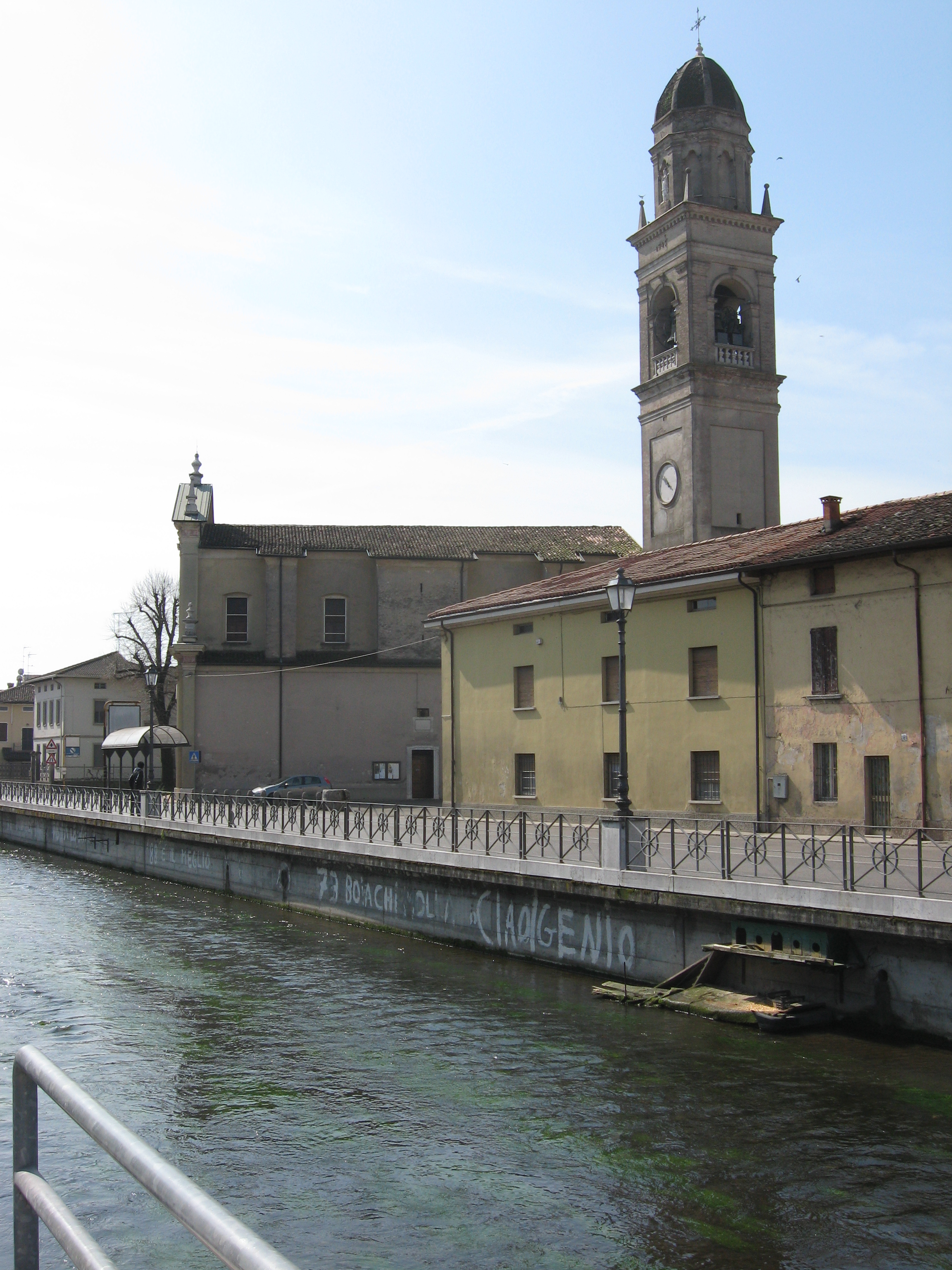
Le Naviglio et le clocher de l'église Santa Maria Annunciata.